# VIIIe législature de l'Assemblée d'Estrémadure
La VIIIe législature de l'Assemblée d'Estrémadure est un cycle parlementaire de l'Assemblée d'Estrémadure, d'une durée de trois ans et neuf mois, ouvert le 21 juin 2011 à la suite des élections du 22 mai précédent et clos le 31 mars 2015.

## Bureau
| Poste                    | Titulaire           | Parti | Parti   | Circonscription |
| ------------------------ | ------------------- | ----- | ------- | --------------- |
| Président                | Fernando Manzano    |       | PP      | Cáceres         |
| Première vice-présidente | Consuelo Rodríguez  |       | PP      | Badajoz         |
| Second vice-président    | Juan Ramón Ferreira |       | PSOE-Ex | Cáceres         |
| Premier secrétaire       | Alejandro Nogales   |       | IU      | Badajoz         |
| Seconde secrétaire       | Ana Fernández       |       | PSOE-Ex | Badajoz         |

## Groupes parlementaires
| Nom | Nom                                   | Début | Fin | Président                | Porte-parole    |
| --- | ------------------------------------- | ----- | --- | ------------------------ | --------------- |
|     | Groupe populaire-Extremadura Unida    | 32    | 32  | José Antonio Monago      | Miguel Cantero  |
|     | Groupe socialiste                     | 30    | 28  | Guillermo Fernández Vara | Valentín García |
|     | Groupe IU-V-SIEX                      | 3     | 3   | -                        | Pedro Escobar   |
|     | Groupe mixte (PREX-CREX) (10.09.2013) | 0     | 2   | Damián Beneyto           | Fernanda Ávila  |

## Commissions parlementaires
| Commission | Président                         | Parti   | Parti | Circonscription |
| --- | --------------------------------- | ------- | ----- | --------------- |
| Commissions permanentes législatives                                                                                                   |                                   |         |       |                 |
| Commission de l'Action extérieure, de la Jeunesse, des Sports et de la Communication                                                   | Sol Mateos                        | PSOE-Ex |       | Badajoz         |
| Commission de l'Administration publique                                                                                                | Cristina Herrera                  | PP      |       | Badajoz         |
| Commission de l'Administration publique                                                                                                | Teresa Tortonda (28.02.2012)      | PP      |       | Badajoz         |
| Commission de l'Agriculture, du Développement rural, de l'Environnement et de l'Énergie                                                | Antonio Gómez                     | PSOE-Ex |       | Badajoz         |
| Commission de l'Agriculture, du Développement rural, de l'Environnement et de l'Énergie                                                | Alejo Salas (17.09.2013)          | PSOE-Ex |       | Cáceres         |
| Commission de l'Harmonisation | Alejo Salas                       | PSOE-Ex |       | Cáceres         |
| Commission des Affaires européennes | César Ramos                       | PSOE-Ex |       | Cáceres         |
| Commission de l'Économie | Juan Antonio Barrios              | PP      |       | Badajoz         |
| Commission de l'Économie | Josefa Valadés (02.09.2011)       | PP      |       | Badajoz         |
| Commission de l'Économie, de la Compétitivité et de l'Innovation                                                                       | Miguel Cantero                    | PP      |       | Cáceres         |
| Commission de l'Éducation et de la Culture                                                                                             | Diego Sánchez                     | PP      |       | Cáceres         |
| Commission de l'Éducation et de la Culture                                                                                             | Manuel Barroso (07.02.2012)       | PP      |       | Cáceres         |
| Commission de l'Éducation et de la Culture                                                                                             | Beatriz Villalba (17.04.2012)     | PP      |       | Badajoz         |
| Commission de l'Emploi, de l'Entreprise et de l'Innovation Commission de l'Emploi, de la Femme et des Politiques sociales (15.07.2014) | Francisco Macías                  | PSOE-Ex |       | Badajoz         |
| Commission de l'Équipement, du Logement, de l'Aménagement du territoire et du Tourisme                                                 | Teresa Angulo                     | PP      |       | Badajoz         |
| Commission de l'Équipement, du Logement, de l'Aménagement du territoire et du Tourisme                                                 | Juan Antonio Barrios (20.12.2011) | PP      |       | Badajoz         |
| Commission des Finances et des Budgets                                                                                                 | Emilia Guijarro                   | PSOE-Ex |       | Cáceres         |
| Commission de la Santé et de la Politique sociale Commission de la Santé et de la Politique Socio-sanitaire (17.07.2014)               | Felisa Cepeda                     | PP      |       | Cáceres         |
| Commissions permanentes non-législatives                                                                                               |                                   |         |       |                 |
| Commission du Règlement | Fernando Manzano                  | PP      |       | Cáceres         |
| Commission du Statut des députés | Luis Hernández                    | PP      |       | Badajoz         |
| Commission du Statut des députés | Felisa Cepeda (22.05.2012)        | PP      |       | Cáceres         |
| Commission des Pétitions | Fernando Manzano                  | PP      |       | Cáceres         |
| Commission des Pétitions | Consuelo Rodríguez (29.07.2012)   | PP      |       | Badajoz         |
| Commission du Contrôle de la télévision publique régionale                                                                             | Luis Hernández                    | PP      |       | Badajoz         |
| Commission du Contrôle de la télévision publique régionale                                                                             | Miguel Cantero (15.05.2012)       | PP      |       | Cáceres         |

## Gouvernement et opposition
| Candidat                 | Date                                      | Vote       |       |         |           | Résultat |  |  |  |  |  |  |  |  |  |  |  |  |  |  |  |  |  |
| Candidat                 | Date                                      | Vote       | PP-EU | PSOE-Ex | IU-V-SIEX | Résultat |  |  |  |  |  |  |  |  |  |  |  |  |  |  |  |  |  |
| José Antonio Monago (PP) | 5 juillet 2011 (majorité absolue requise) | Oui        | 32    |         |           | 32 / 65  |  |  |  |  |  |  |  |  |  |  |  |  |  |  |  |  |  |
| José Antonio Monago (PP) | 5 juillet 2011 (majorité absolue requise) | Non        |       | 30      |           | 30 / 65  |  |  |  |  |  |  |  |  |  |  |  |  |  |  |  |  |  |
| José Antonio Monago (PP) | 5 juillet 2011 (majorité absolue requise) | Abstention |       |         | 3         | 3 / 65   |  |  |  |  |  |  |  |  |  |  |  |  |  |  |  |  |  |
| José Antonio Monago (PP) |                                           |            |       |         |           |          |  |  |  |  |  |  |  |  |  |  |  |  |  |  |  |  |  |
| José Antonio Monago (PP) | 7 juillet 2011 (majorité absolue requise) | Oui        | 32    |         |           | 32 / 65  |  |  |  |  |  |  |  |  |  |  |  |  |  |  |  |  |  |
| José Antonio Monago (PP) | 7 juillet 2011 (majorité absolue requise) | Non        |       | 30      |           | 30 / 65  |  |  |  |  |  |  |  |  |  |  |  |  |  |  |  |  |  |
| José Antonio Monago (PP) | 7 juillet 2011 (majorité absolue requise) | Abstention |       |         | 3         | 3 / 65   |  |  |  |  |  |  |  |  |  |  |  |  |  |  |  |  |  |

## Désignations

### Sénateurs
| Parti   | Parti | Sénateurs désignés         | Voix |
| ------- | ----- | -------------------------- | ---- |
| PP      |       | Diego Sánchez Duque        | 61   |
| PSOE-Ex |       | Francisco Fuentes Gallardo | 61   |

- Désignation : 21 juillet 2011.